# De Roode Bioscoop

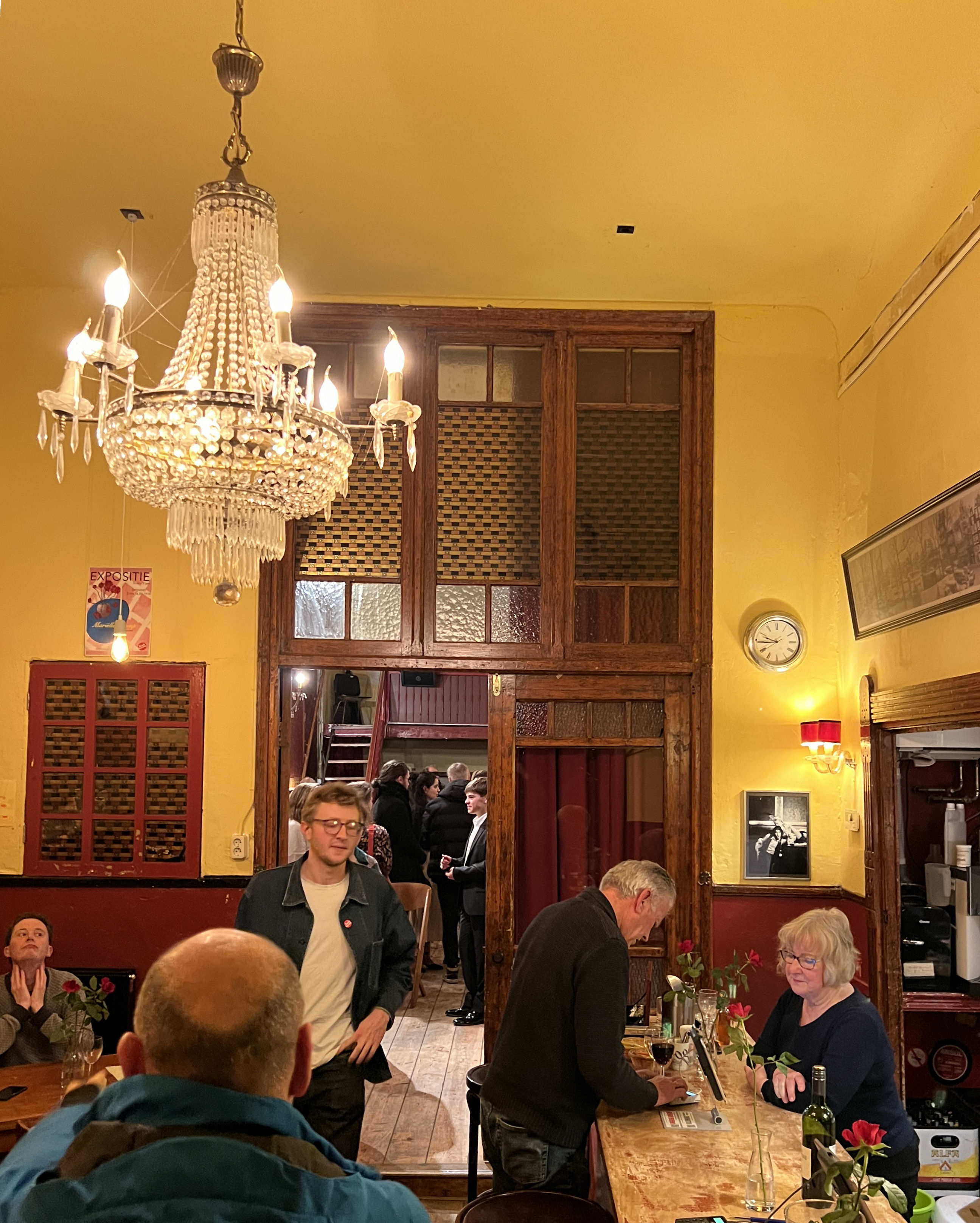
De foyer van het theater

De Roode Bioscoop is een muziektheater aan het Haarlemmerplein in Amsterdam. 

## Geschiedenis
Het pand aan het Haarlemmerplein werd in 1913 als bioscoop in gebruik genomen onder de naam Ons Genoegen en de Westerbioscoop. De exploitatie van de bioscoop kwam in handen van Gerhard Rijnders, een anarchist en aanhanger van de ideeën van Ferdinand Domela Nieuwenhuis. In de volksmond heette de bioscoop, onder verwijzing naar de politieke kleur, De Roode Bioscoop, vanwege de vertoonde propaganda van het sociaal-anarchistische gedachtegoed. De eerste  daarvan vertoonde Rijnders op 1 september 1913, een mijnwerkersdrama getiteld Glück auf! De propaganda was niet erg lucratief en de bioscoop sloot na enkele jaren weer de deuren. In het pand vestigde zich daarna onder meer de lampenfabriek "Excelsior", dansschool Bonel, een fietsenmaker en een groenteboer.
Vanaf eind jaren zeventig werd het gebouw weer voor de cultuur gebruikt: de gebroeders Flint vestigden er een repetitieruimte en gaven het pand voor het eerst officieel zijn naam: De Roode Bioscoop. Vanaf die tijd is er gestaag gebouwd aan een muziektheaterprogrammering. Er vinden vrijwel dagelijks voorstellingen plaats van jong talent alsook gevestigde podiumkunstenaars. 

## Theater De Roode Bioscoop
De voormalige bioscoop is tegenwoordig in gebruik als Theater de Roode Bioscoop. Er treden artiesten op als Freek de Jonge, Frédérique Spigt, Eric Vloeimans en Huub van der Lubbe op. De programmering omvat diverse genres zoals muziektheater, poëzie, jazz, wereldmuziek en klassiek.
−